# Circuito Legión Sudamericana
Il Circuito Legión Sudamericana, sponsorizzato da Dove Men & Care, è un insieme di tornei tennistici sudamericani promossi a partire dal 2021 dall'ex-tennista Horacio de la Peña allo scopo di favorire lo sviluppo dei giocatori sudamericani di secondo e terzo livello nel mondo professionale del tennis a cui non hanno accesso per motivi economici e di distanza geografica dai principali centri di tennis mondiali.
Il Circuito doveva constare di 37 tornei divisi in 12 Challenger più un torneo Masters, organizzati direttamente dalla Legion Sudamericana, e di 12 tornei Futures (maschili) e 12 tornei ITF (femminili) organizzati dalle Federazioni tennistiche nazionali. Tali tornei dovevano svolgersi in 9 Paesi diversi e prevalentemente in condizioni similari di gioco e di superficie, con una netta dominanza iniziale dei tornei su terra rossa, a cui nel corso degli anni si dovrebbero aggiungere più tornei sul duro. Il concetto alla base della loro scelta è stato quello di offrire dei circuiti preparatori in vista dei vari  Grand Slam, quindi con alcuni tornei su terra prima dell'Open di Francia, alcuni tornei sul duro prima dell'US Open e della assoluta novità per il Sudamerica di avere un "Masters", ovvero un torneo Challenger da disputare su erba a Florianópolis in Brasile prima del Torneo di Wimbledon. Nel 2022 questo progetto iniziale si è espanso con l'aggiunta di tornei e l'anticipo del calendario del circuito al mese di gennaio, anch'essa una totale novità per il tennis sudamericano, in modo da fornire maggiori opportunità ai tennisti sudamericani di guadagnare punti in classifica.
Il progetto, inaugurato al Racket Club di Buenos Aires, è sponsorizzato dal marchio Unilever con l'opzione di poter estendere il finanziamento per altri due anni al fine di garantire stabilità al tennis sudamericano. Esso è nato sulla scia di tornei storici dello stesso tipo e scopo come il São Paulo Challenger e il Brazil Challenger, tenuti complessivamente dal 1981 fino al 2011. Il Circuito Legión Sudamericana è stato sostenuto ed aiutato da molti nomi noti del tennis sudamericano, fra i quali Kuerten, Massú, Horna, Calleri, Zabaleta, Guillermo Coria, Lapentti, Gabriela Sabatini, Pablo Cuevas, Juan Mónaco, e Schwartzman.
Nel 2021 il Circuito ha dovuto scontrarsi con le norme sanitarie per far fronte alla pandemia di covid-19, finendo per spostare tre tornei su terra in autunno, riuscendo a far disputare in totale 20 tornei. Nel 2022 tale numero è aumentato fino a 26, ed erano stimati 34 tornei in programmazione per il 2023.

## Lista dei Torneia
| Torneo                            | Superficie  | Città                   | Nazione   | Anno                    |
| --------------------------------- | ----------- | ----------------------- | --------- | ----------------------- |
| Aberto de Tênis de Santa Catarina | Terra rossa | Blumenau                | Brasile   | 2022                    |
| ATP Challenger do Rio de Janeiro  | Terra rossa | Rio de Janeiro          | Brasile   | 2022                    |
| Challenger Antofagasta            | Terra rossa | Antofagasta             | Cile      | 2023                    |
| Challenger Concepción             | Terra rossa | Concepción              | Cile      | 2021-2024               |
| Challenger Coquimbo               | Terra rossa | Coquimbo                | Cile      | 2022-2023               |
| Challenger de Buenos Aires        | Terra rossa | Buenos Aires            | Argentina | 2021                    |
| Challenger de Tigre               | Terra rossa | Tigre                   | Cile      | 2022                    |
| Challenger Temuco                 | Cemento     | Temuco                  | Cile      | 2022-2024               |
| Challenger Tenis Club Argentino   | Terra rossa | Buenos Aires            | Argentina | 2022-2023               |
| Corrientes Challenger             | Terra rossa | Corrientes              | Argentina | 2022                    |
| Florianópolis Challenger          | Terra rossa | Florianópolis           | Brasile   | 2021                    |
| Lima Challenger                   | Terra rossa | Lima                    | Perù      | 2021                    |
| Paraguay Open                     | Terra rossa | Asunción                | Paraguay  | 2024                    |
| Pereira Challenger                | Terra rossa | Pereira                 | Colombia  | 2022                    |
| Quito Challenger                  | Terra rossa | Quito                   | Ecuador   | 2021                    |
| Salvador Challenger               | Terra verde | Salvador                | Brasile   | 2022                    |
| Santa Cruz Challenger             | Terra rossa | Santa Cruz de la Sierra | Bolivia   | 2022                    |
| Santiago Challenger               | Terra rossa | Vitacura                | Cile      | 2021 II; 2021 III; 2024 |
| São Léo Open                      | Terra rossa | São Leopoldo            | Brasile   | 2021                    |
| São Paulo Open Tennis             | Terra rossa | San Paolo               | Brasile   | 2021                    |
| Villa María Challenger            | Terra rossa | Villa María             | Argentina | 2022                    |

a = Sono elencati solo i tornei facenti parte del circuito Challenger